# Oikeiosis
Oikeiosis (in greco antico: οικεῖοσις?) è un termine introdotto dai filosofi stoici (ca. 300 a.C.) per indicare la realizzazione, il fine ultimo degli esseri viventi.
Secondo gli stoici è la conoscenza del proprio io, tramite la synaesthesis, ovvero la percezione interna. Grazie a questa conoscenza di sé, nasce l'istinto di conservazione che consente lo sviluppo del proprio essere.
Questa conoscenza di sé è accompagnata dal senso piacevole di compiacimento ovvero l'oikeiosis. Grazie all'oikeiosis, secondo gli stoici, gli esseri viventi possono volare, nuotare, muoversi senza che nessuno l'abbia mai insegnato loro. In esso sono dunque racchiuse la forza, la salute, la bellezza, le funzionalità del corpo, così come anche l'amore per la propria specie e nell'uomo per la sua comunità.
Da qui per l'uomo prosegue la strada che lo condurrà alla moralità. L'animale invece, non avendo dentro di sé la natura razionale, non dà valore alle cose e rimane per sempre nella sfera dell'istintualità.